# Нащёкино (Воронежская область)
Нащёкино — село в Аннинском районе Воронежской области России. Административный центр Нащёкинского сельского поселения.

## Название
Названа по фамилии графа Воина Васильевича Нащокина (1742—1806), генерал-лейтенанта, отца мецената и коллекционера, ближайшего друга Пушкина Павла Воиновича Нащокина. Первоначально село называлось Нащёкинка.

## География
Стоит на реке Берёзовке.
Село состояло из двух частей

## Уличная сеть
- ул. Дорожная,
- ул. Заречная,
- ул. Колхозная,
- ул. Набережная,
- ул. Степная,
- ул. Школьная,
- ул. Юбилейная.

## История
Официальной датой основания села принято считать 1800 год.
В 1844 году в деревне было 349 жителей, в 1859 — 851 человек.
Когда во владение имение вступил старший сын Нащокиных Василий Воинович (1796—1841) был построен господский дом, две ветряные и одна водяная мельница.
В 1863 году строится Никольская церковь и Нащекино приобретает статус села. В 1885 году при церкви открывается церковно-приходская школа, а в 1892 году она становится земской.
В 1892 году в Нащекино было уже 202 двора и 1266 человек.

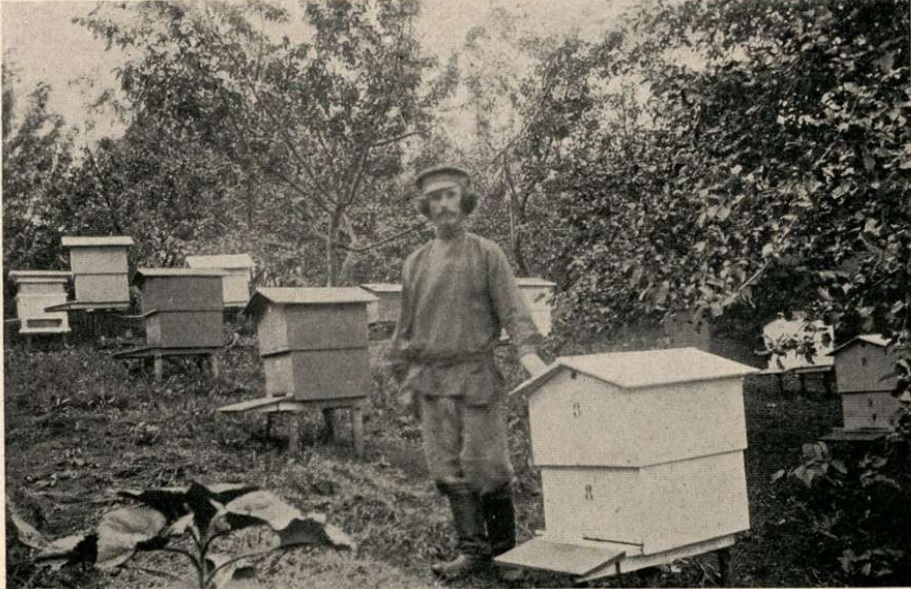
Пасека Захара Люкова; Все ульи рамочной системы Дадана-Блатта (из книги «Крестьянское хозяйство в России», Халютин, П. В., 1915)

В книге П. В. Халютина «Крестьянское хозяйство в России» (1915 г.) упоминается крестьянин этого села Захар Яковлев Люков, получивший, в числе других, премию в размере 200 рублей в память 300-летия Дома Романовых за отличное ведение хозяйства. Семья его состояла из 9 человек, им принадлежало 15 десятин земли. В хозяйстве был четырехпольный севооборот с 8-летним чередованием растений и 5-м выводным клином под многолетними кормовыми растениями. Имелся также скот: корова швицкой породы, тёлка и 5 овец. Из подсобных отраслей имелось садоводство (68 фруктовых деревьев) и пчеловодство. Все ульи были изготовлены собственноручно Люковым, использовалось искусственное выведение пчелиных маток. В книге подробно описано образцовое хозяйство Захара Люкова, его история и приёмы работы.
7 октября 1919 года здесь произошёл большой бой между войсками Мамонтова и Будённого.
В 1920-х годах в селе было создано товарищество по обработке земли, появился первый трактор.
В период Великой Отечественной войны из Нащекино на фронт ушло более тысячи человек. В это время в колхозе работали женщины и дети, из них 25 женщин были награждены медалями «За доблестный труд в Великой Отечественной войне 1941—1945 гг».

## Население
| 1859 | 1897  | 2000 | 2005 | 2010 |
| ---- | ----- | ---- | ---- | ---- |
| 851  | ↗1017 | ↘608 | ↘579 | ↘529 |

## Известные уроженцы, жители
- Валентин Иванович Люков, писатель, сценарист, журналист.

## Инфраструктура
В конце 1950-х годов в селе появилась своя электростанция. В 2007 году в село проведён газ.
Градообразующим сельхозпредприятием является ООО «Агротех-Гарант Нащекино».
- Средняя школа (МКОУ Нащекинская СОШ) и музей села (История села Нащекино) при ней
- Почтовый пункт
- Медпункт
- МКУ Нащекинский ДК

## Достопримечательности
- Старинная ветряная мельница «Голландка»,
- Памятники участникам Гражданской и Великой отечественной войн[2].